# Exobasidium gaultheriae
Exobasidium gaultheriae är en svampart som beskrevs av Sawada 1929. Exobasidium gaultheriae ingår i släktet Exobasidium och familjen Exobasidiaceae.   Inga underarter finns listade i Catalogue of Life.